# Hiéroglyphe égyptien A33
Le hiéroglyphe égyptien A33 (homme debout portant un balluchon), est classifié dans la section A « L'Homme et ses occupations » de la liste de Gardiner ; il y est noté A33.

## Représentation
Il représente un homme debout, courbé par le poids d'un balluchon qu'il porte sur son épaule gauche et regardant le sol. Il est translittéré mnjw.

## Utilisation
| A47 | w | A1 |

| A47 | w | A1 |

C'est un déterminatif du champ lexical du déplacement et par découlement de l'étranger.  

## Exemples de mots
| r · w | A33 |

| r · w | A33 |

| s | mn · n | G4 | A33 |

| s | mn · n | G4 | A33 |

| S | mA | A | m | w | A33 | A1 · Z2 |

| S | mA | A | m | w | A33 | A1 · Z2 |